# José Vítor Adragão
José Victor Adragão (Lagos, 20 de Abril de 1892 – Barreiro, 24 de Abril de 1961) foi um político e funcionário público lacobrigense.

## Biografia
Nasceu em Lagos, onde viveu vários anos, e onde ocupou diversos cargos públicos.
Foi oficial de justiça, já se tendo aposentado à data da sua morte. Foi também provedor da Santa Casa da Misericórdia de Ourique.
É um dos principais responsáveis pela fundação do Clube de Futebol Esperança de Lagos, formado oficialmente a 20 de setembro de 1912, tendo baptizado aquela associação com o nome da sua namorada, Esperança Rodrigues. Nessa época, José Victor Adragão era já considerado uma figura conceituada na cidade de Lagos, tendo sido por esse motivo eleito como primeiro presidente do clube.
Casou em 1916 com Esperança da Conceição Raimundo Rodrigues Adragão, casamento de onde descendem Maria de Lourdes Rodrigues Adragão Anunciada, António Rodrigues Adragão (Delegado distrital da Mocidade Portuguesa em Setúbal) e Victor Rodrigues Adragão, que foi presidente da Câmara Municipal do Barreiro.
Viveu também em Vila Real de Santo António, onde foi presidente da Comissão Administrativa em 1937, tendo sido presidente efectivo desde esse ano até 1942, quando foi substituído por Matias Gomes Sanches. Ocupou este cargo durante um segundo mandato, entre 1956 e 1957, tendo sido antecedido por Alonso Vasques e sucedido por Matias Barroso Gomes Sanches. Naquela localidade, também foi dirigente da Comissão Concelhia da União Nacional e Sub-Delegado da Mocidade Portuguesa.
Faleceu a 24 de Abril de 1961, aos 69 anos, na localidade do Barreiro, onde residia há cerca de três anos. Os seus restos mortais foram transladados para Lagos, onde se fez o funeral e está sepultado.